# Branigan Cultural Center
Le Branigan Cultural Center est un musée américain à Las Cruces, dans le comté de Doña Ana, au Nouveau-Mexique. Construit en 1935 dans le style Pueblo Revival, le bâtiment qui l'accueille abritait autrefois la bibliothèque locale, appelée Thomas Branigan Memorial Library. Il est inscrit sous le nom de cette dernière au New Mexico State Register of Cultural Properties depuis le 12 décembre 2003 ainsi qu'au Registre national des lieux historiques depuis le 15 septembre 2004.